# スウィフトエア
スウィフトエア（英語: Swiftair S.A.）は、スペインのマドリードに本社を置く航空会社。ヨーロッパ、北アフリカ、中東の旅客便及び貨物便を運航している。

## 沿革
1986年に設立。子会社に地中海航空貨物がある。

## 保有機材
2014年7月25日現在
- ATR 42 6機
- ATR 72 18機（エア・ヨーロッパでの5機、アントラック・エアでの1機を含む）
- ボーイング737-300 6機
- ボーイング737-400 2機
- エンブラエル EMB 120（貨物機型） 10機
- マグドネル・ダグラスMD-83 3機

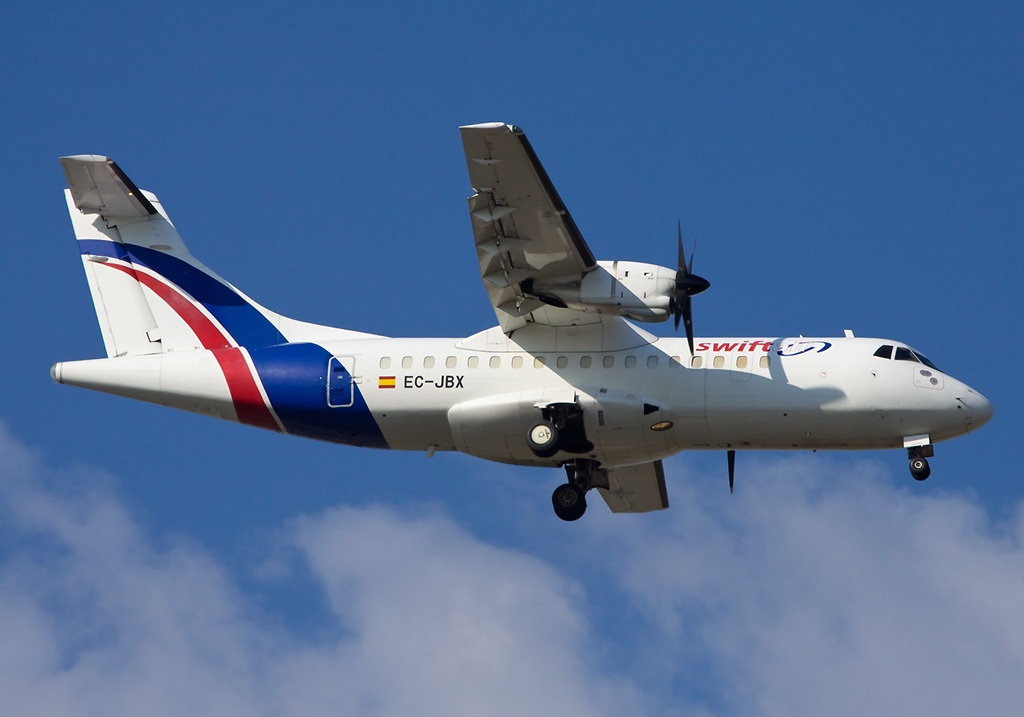
ATR 42-300
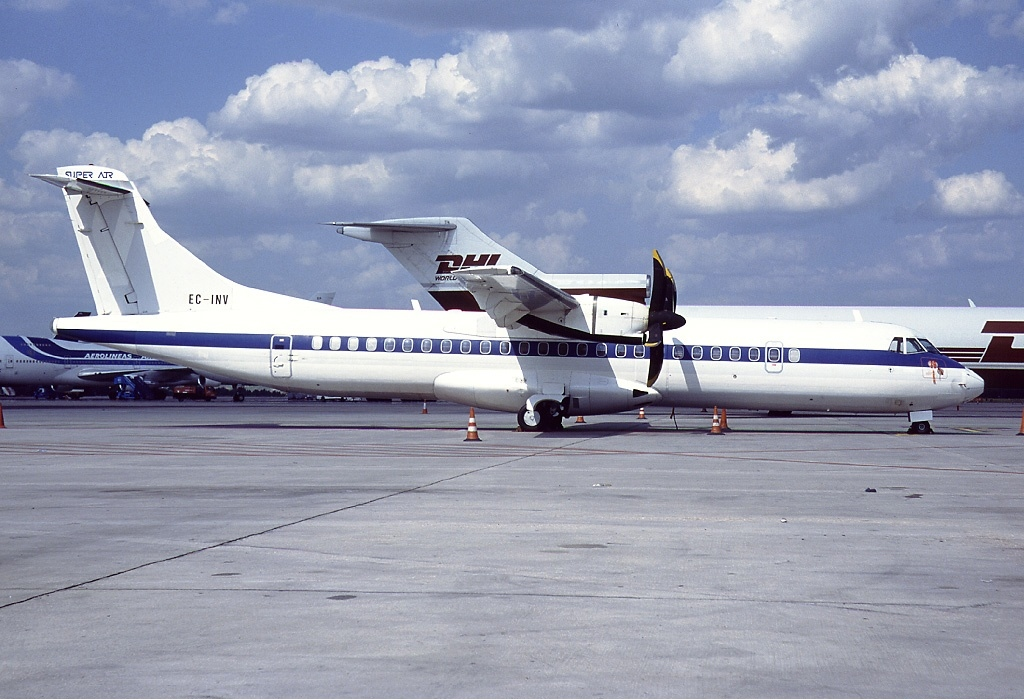
ATR 72-200
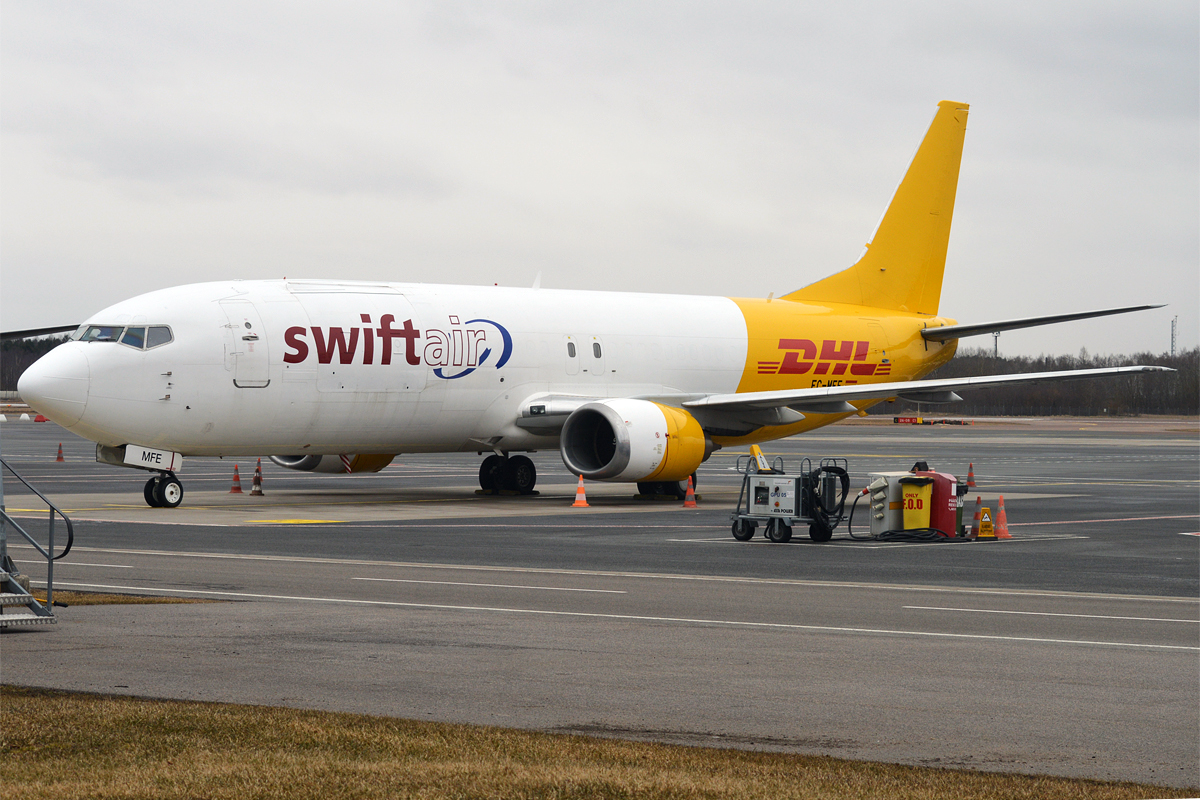
ボーイング737-400F
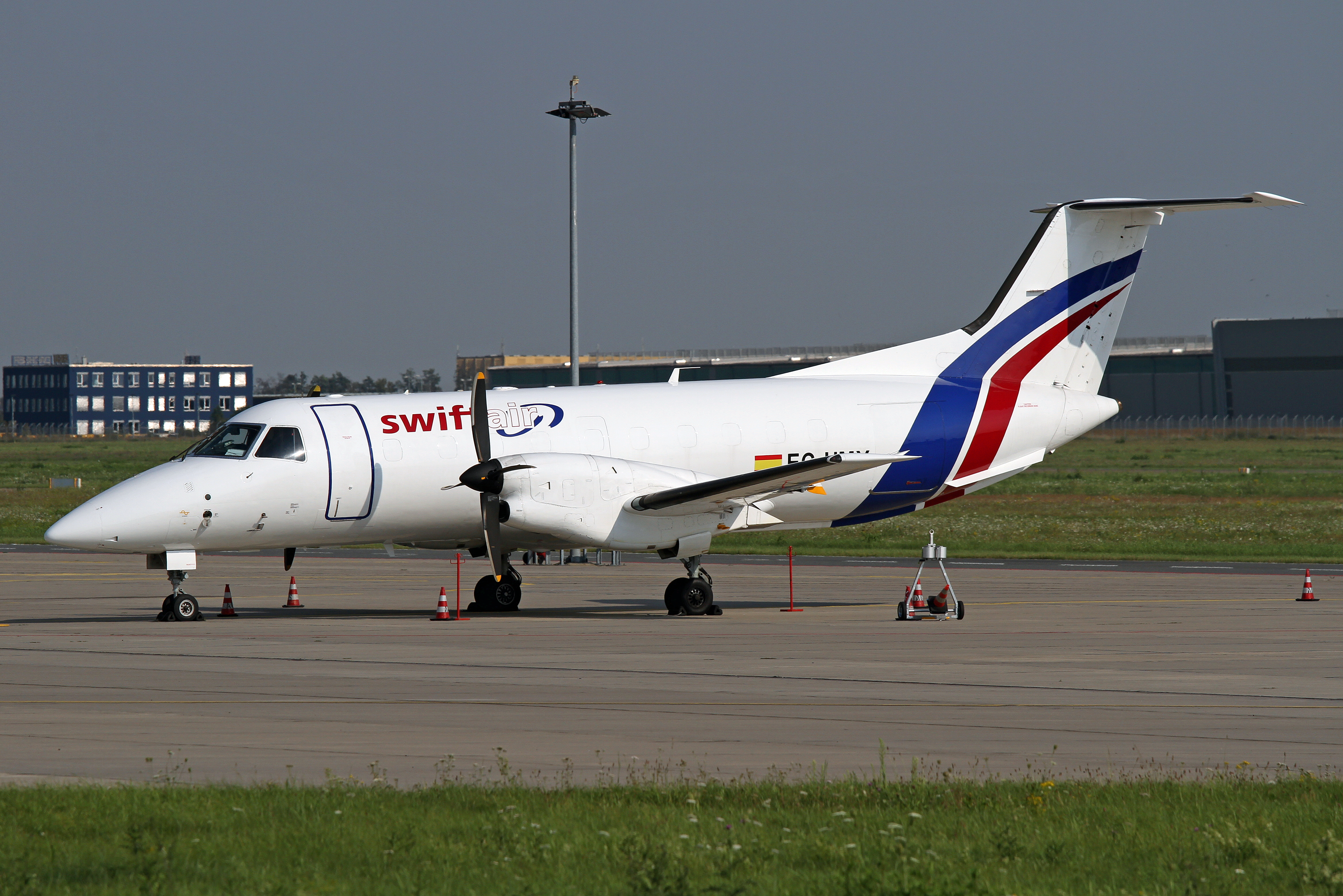
エンブラエル EMB-120F

### かつて保有した機材
- エアバスA300

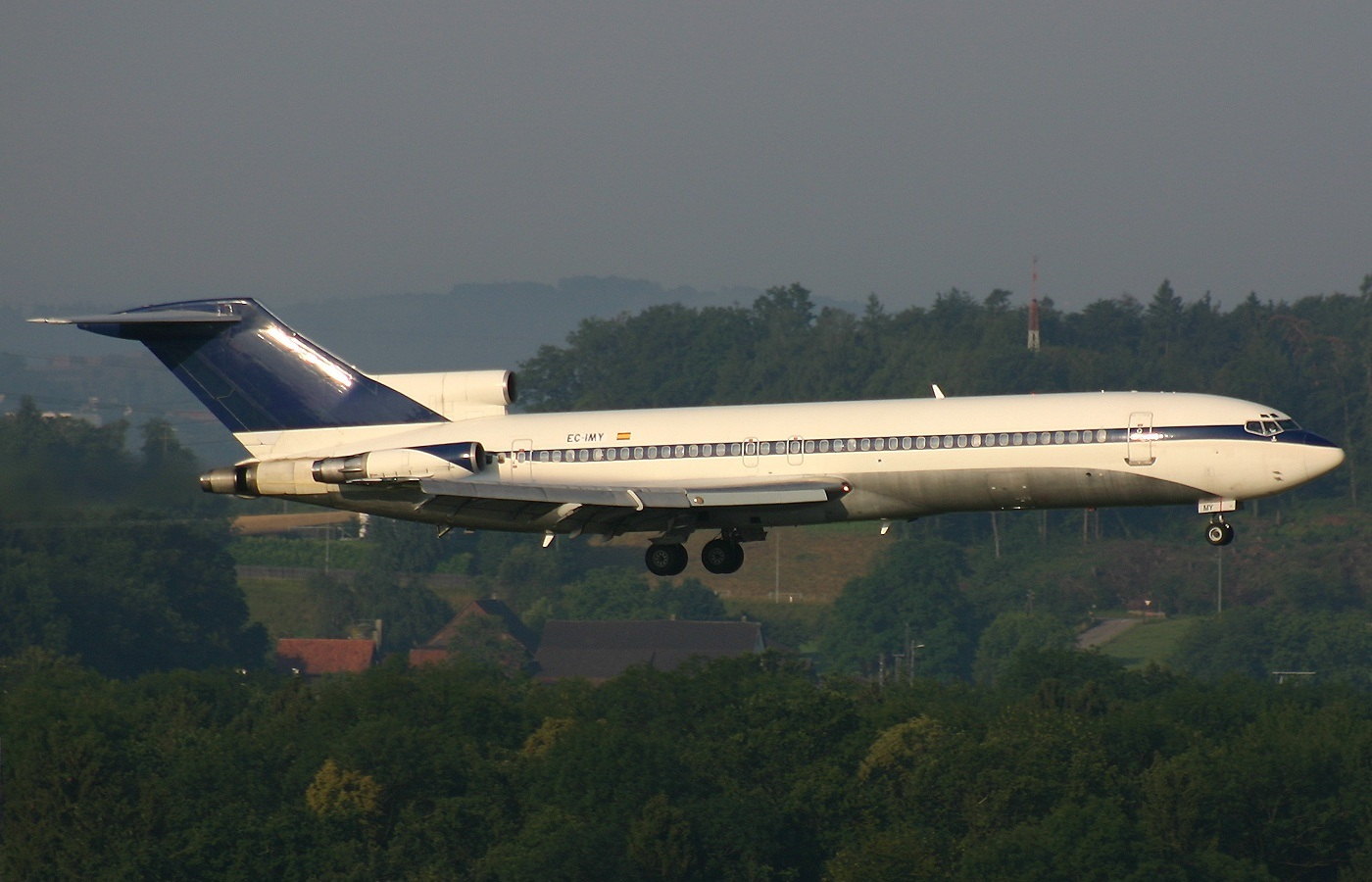
ボーイング727-200
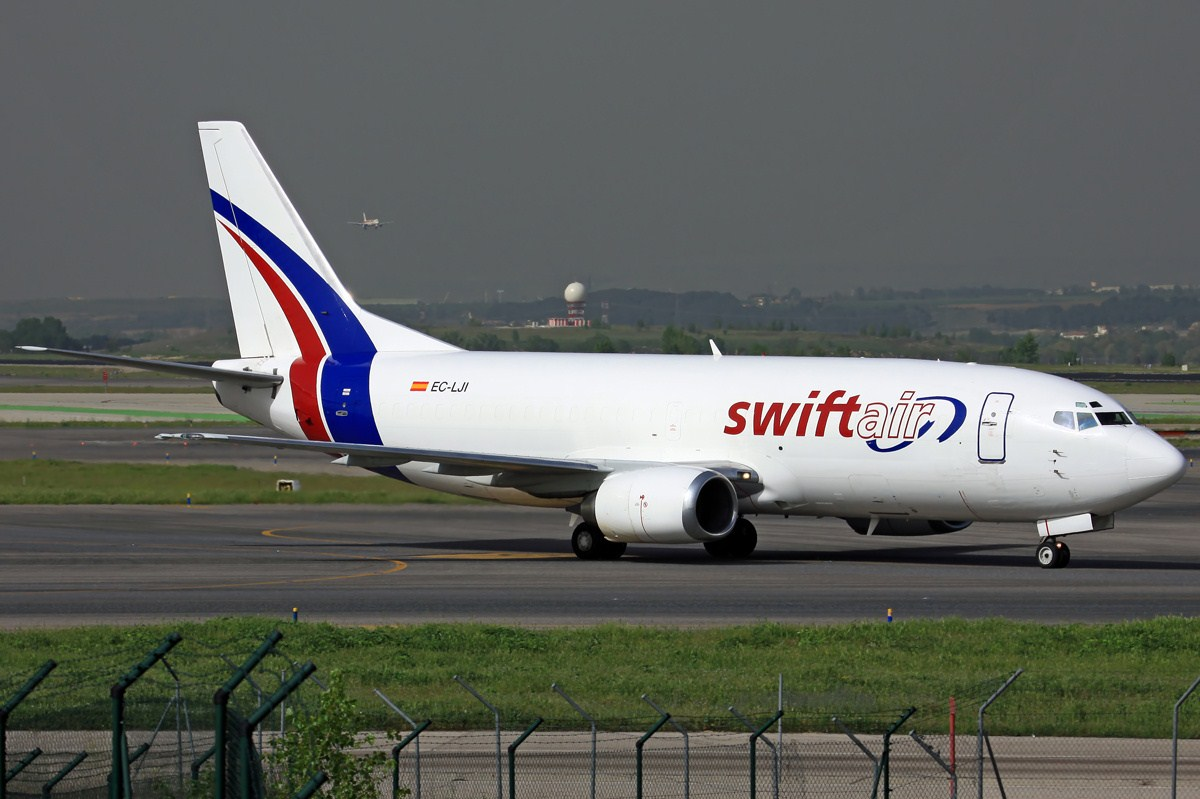
ボーイング737-300
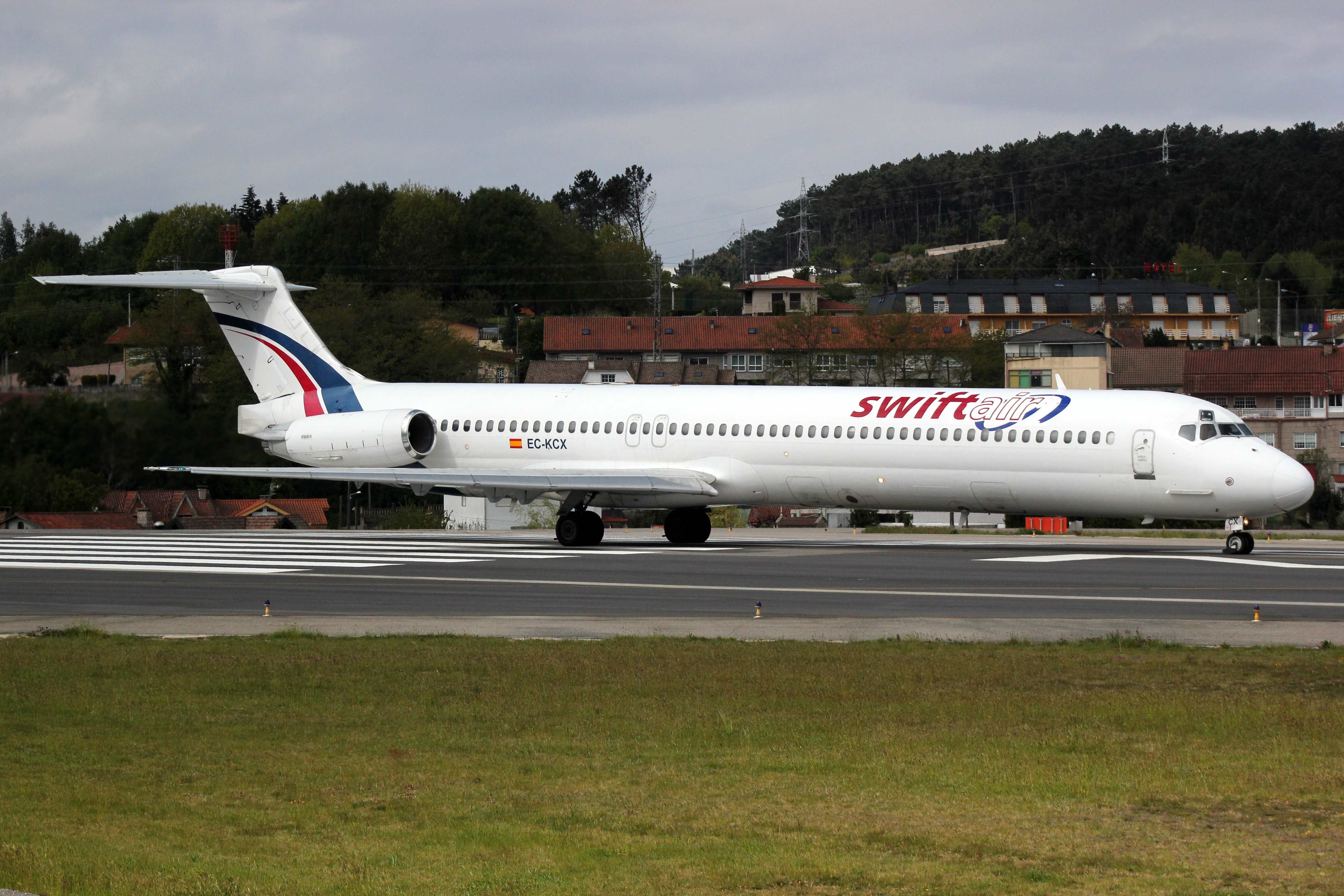
マグドネル・ダグラスMD-83
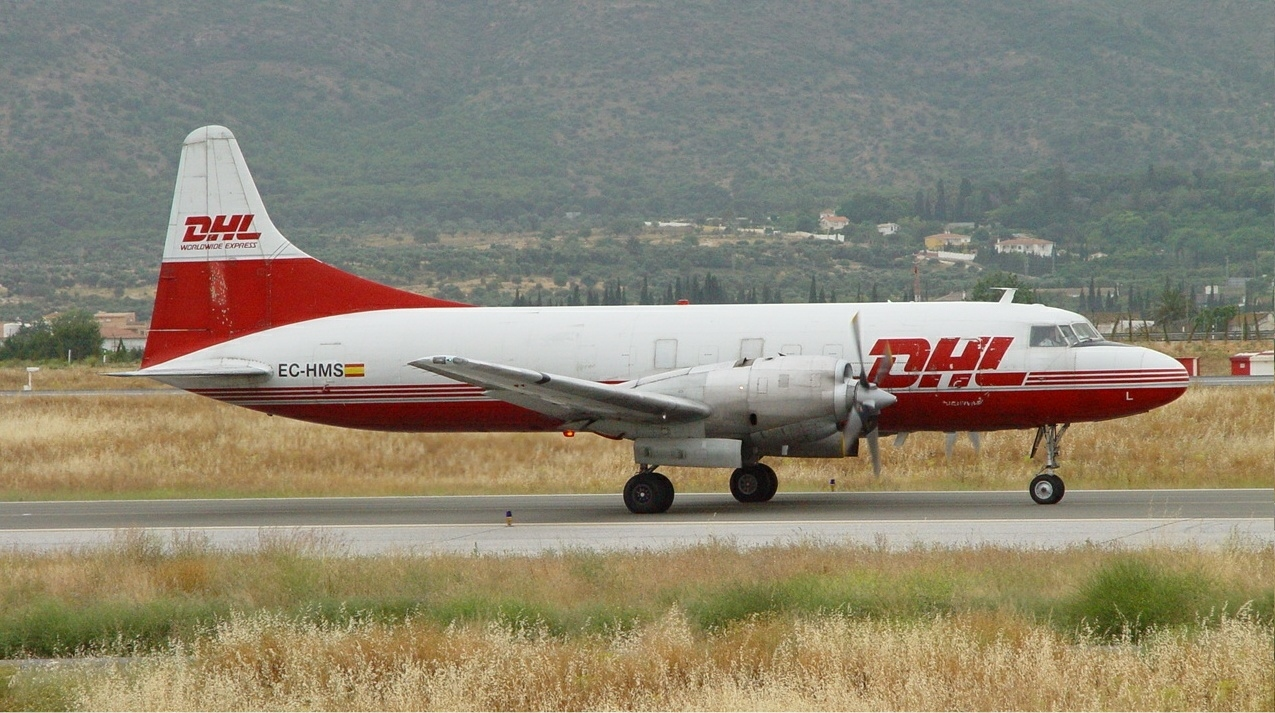
コンベア580

- ボーイング727-200
- ボーイング737-300F
- マクドネル・ダグラス MD-83
- コンベア580

## 事件・事故
2013年5月10日、スペインのLCCであるブエリング航空機として、マドリードからパルマ・デ・マヨルカ行き定期便として機体番号VY-3913を運航した。この航空機は離陸時にエンジントラブルを起こしたが、パルマ・デ・マヨルカ空港へ無事引き返した。
2014年7月24日、アルジェリア航空5017（AH5017）便（ワガドゥグーからアルジェ行き）として運航していたMD-83型機が、離陸後50分後に消息を絶った。
2024年11月25日、スウィフト航空5960便（DHLとして運用）ボーイング737がビリニュス空港に着陸直前に墜落し、1名が死亡、3名が負傷した。